# Moutiers-en-Puisaye
Moutiers-en-Puisaye es una localidad y comuna francesa situada en la región de Borgoña, departamento de Yonne, en el distrito de Auxerre y cantón de Saint-Sauveur-en-Puisaye.

## Alcaldes
1971-2001: François Solano

2001- : Claude Millot

## Demografía
| 604 | 630 | 654 | 762 | 884 | 873 | 950 | 943 | 1 009 | 965 | 964 | 990 | 995 | 1 047 | 1 015 | 953 | 1 009 | 1 046 | 851 | 796 | 667 | 642 | 645 | 595 | 506 | 534 | 493 | 414 | 357 | 327 | 273 | 292 | 289 |
| Para los censos de 1962 a 1999 la población legal corresponde a la población sin duplicidades (Fuente: INSEE [Consultar]) |     |     |     |     |     |     |     |       |     |     |     |     |       |       |     |       |       |     |     |     |     |     |     |     |     |     |     |     |     |     |     |     |